# Arno Havenga

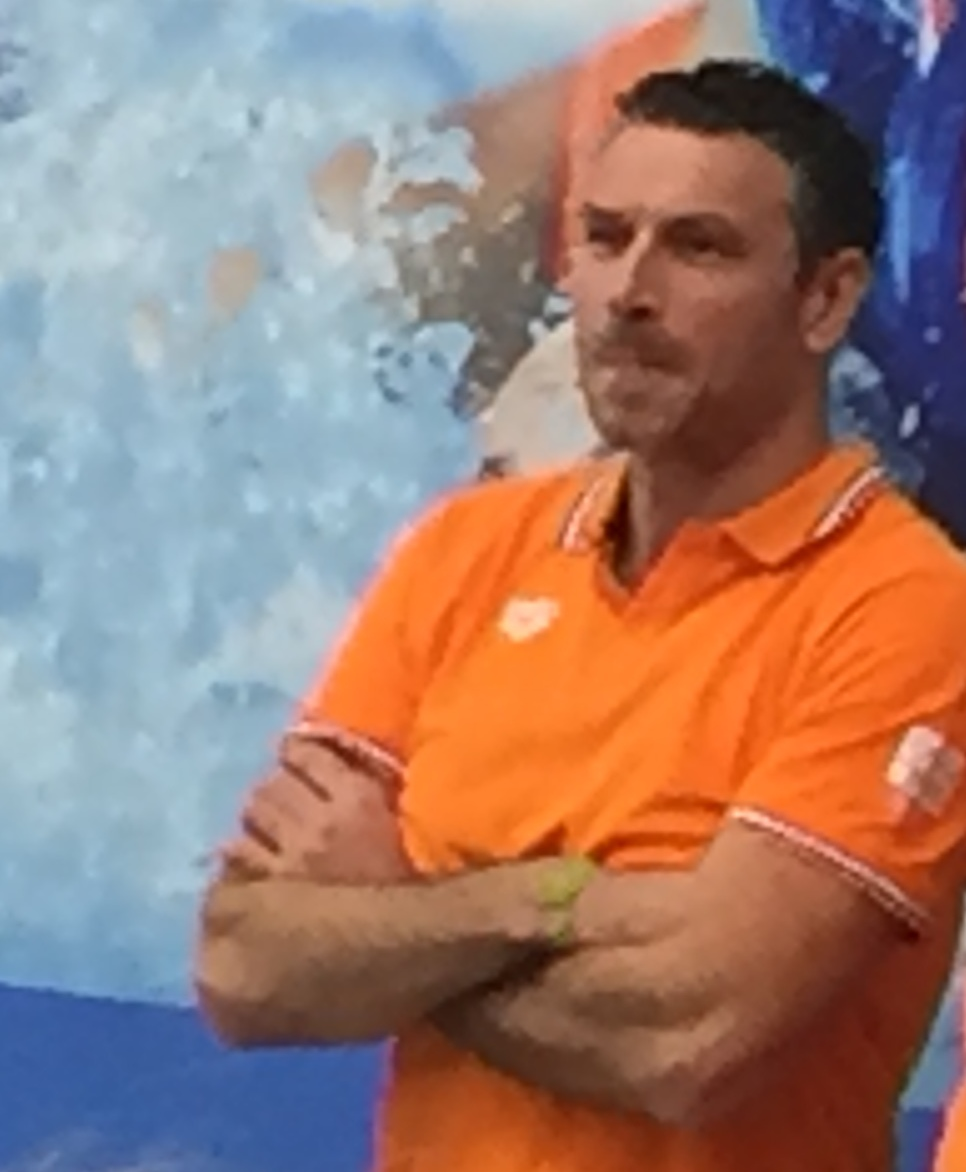
Arno Havenga 2016.

Arno Havenga, född 14 november 1974 i Rotterdam, är en nederländsk vattenpolospelare och -tränare.
Havenga deltog i den olympiska vattenpoloturneringen vid olympiska sommarspelen 1996 i Atlanta där Nederländerna slutade på tionde plats och dessutom i den olympiska vattenpoloturneringen vid olympiska sommarspelen 2000 i Sydney där Nederländerna slutade på elfte plats.
Nederländernas damlandslag i vattenpolo blev sexa i den olympiska vattenpoloturneringen vid olympiska sommarspelen 2020 i Tokyo med Havenga som tränare.